# Zea perennis
Zea perennis är en gräsart som först beskrevs av Albert Spear Hitchcock, och fick sitt nu gällande namn av Robert Gatlin Reeves och Mangelsd. Zea perennis ingår i släktet teosinter, och familjen gräs. Inga underarter finns listade i Catalogue of Life.

## Bildgalleri

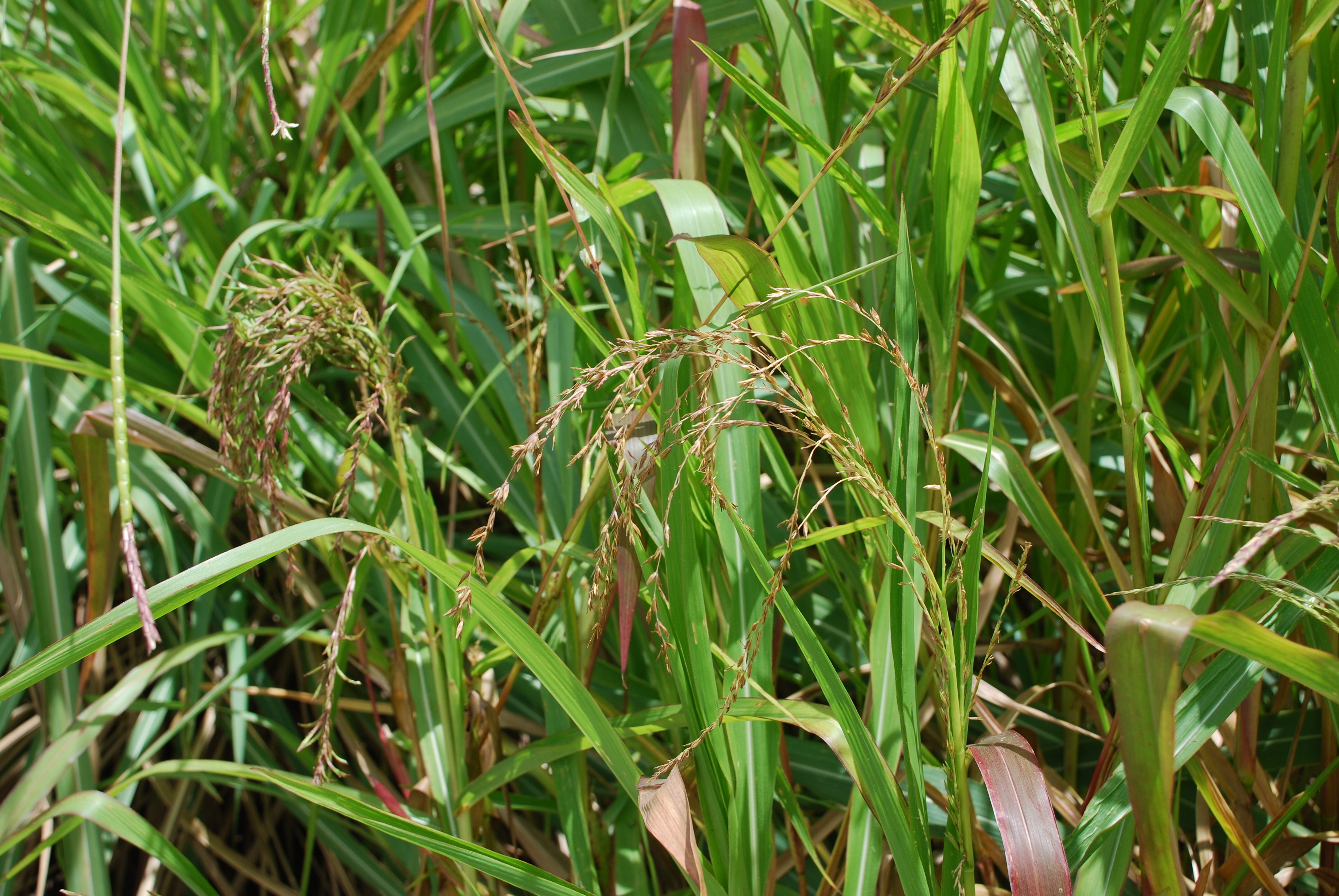